# 李厚生 (1904年)
李厚生（1904年—1981年），曾用名李明，男，山东招远人，农业科技专家，曾任中共胶东特委委员、第一届山东省政协委员等。

## 生平

### 入党前
1904年，李厚生出生于山东省招远县高山洼村（今属烟台市招远市夏甸镇高山洼村）。初中肄业后，李厚生在招远县的道头小学任教。1925年7月，在招远道头第四小学任教师的李厚生与一些从外地回招远的学生共同成立了“五卅惨案罢工工人后援会”，领导学生罢课游行，发动募捐，支援上海工人运动。1925年10月，李厚生与其他的一些进步的小学教师和中学生在“五卅惨案罢工工人后援会”的基础上创立“少年同志社”，初始成员中臧商彝、王德安、原尚庭、马骏卿、王笃卿等与李厚生一样是招远人，另有田绰永、董瑞生等为莱阳人，李厚生和田绰永是主要负责人。“少年同志社”建立后陆续吸收一些进步学生参加，他们经常聚会，学习和传阅进步书刊，积极开展革命活动。1926年2月，李厚生等人在莱阳县田家村（今属莱西市）创立“少年同志社私立高等小学”，李厚生出任校长，兼做义务教员，自带口粮，不拿工资。但由于政府阻挠，封建势力反对，以及经费缺乏等因素，该校仅办学一年时间。1927年，“少年同志社”迁移到莱阳县马连庄及周围村庄活动。后因受政府限制和禁止，先后改名为“乡村教员联合会”和“乡村教育联合会”等。1927年年初，李厚生、臧商彝等6人到济南等地求学、谋职，并寻找中共组织未果，李、臧两人返回招远，其他人南下。1928年初，李厚生等人又到南京、上海、福建等地寻找中共组织。1930年，李厚生在福建加入中共外围组织“红色互济会”。1931年底，返回招远开展救亡活动。

### 入党后
1933年7月上旬，中共莱阳中心县委委派党员王之凤到招远县立道头第五高级小学，发展李厚生等人为党员，成立中共招远县道头中心支部，李厚生任支部书记。1933年8月，成立中共招莱边区特别支部，李厚生任书记。招莱特支归莱阳中心县委领导，下设招远边区委和莱阳边区委，主要负责发展党员，扩大组织，宣传共产主义和扩大中共影响等。1933年7月下旬，李厚生被中共莱阳中心县委调往蓬莱工作。1933年夏，李厚生到蓬莱县文会小学任教，并以教学为掩护开展中共活动。1933年12月，慕湘受李厚生指示在蓬莱城青年知识分子中开展活动，成立尘烟文艺社，为《蓬莱日报》副刊办《尘烟》周刊，宣传革命进步思想。1934年2月，第二届中共胶东特委在文登建立，李厚生被选为委员。1934年2月上旬，莱阳、招远、海阳等县党员在莱阳河洛乡苇夼村召开会议，决定重新成立中共莱阳县委，由李厚生任书记，并计划在19日交接工作。后因县委委员贾王钦被捕叛变，党组织遭破坏，新旧县委的交接工作未能进行。李厚生因已暴露身份，被安排离开边区到蓬莱寻找上级党组织，于1934年6月与胶东特委接上关系。1934年9月23日，李厚生、刘经三、张连珠等中共胶东特委委员在文登县崮头集被捕，后被转押济南，中共胶东特委随之解体。刘经三承认中共党员身份后，李厚生和张连珠得以具保释放，两人获释后与共青团山东省工委取得联系，并汇报情况、请示今后工作。1935年1月，两人经青岛返回胶东，在文登县组建第三届中共胶东特委，张连珠任书记。1935年10月下旬，李厚生受中共胶东特委派遣到掖县传达策应“一一·四”暴动的决定。这次暴动在国民政府山东当局的镇压下很快就失败了，特委书记张连珠等被俘就义。1934年10月，中共胶东临时特委改为中共胶东临时工作委员会，李厚生任委员，与胶东临时工委书记理琪一起整顿、恢复暴动失败后被破坏的党组织。1936年12月29日，因叛徒刘忠善告密，并约见理琪、李厚生二人，李厚生一人赴约随即被捕。12月29日当晚，胶东工委书记理琪和组织委员邹青言等人也被被捕，后被押往济南监狱，中共胶东临时工委机关随之遭到破坏。1937年，随着抗日民族统一战线的形成，国民政府开始释放政治犯。1937年冬，李厚生获释，因被组织认为被捕后有自首变节行为，而被开除党籍。

### 开除党籍后
获释后，李厚生受中共党组织委派返回招远发展中华民族解放先锋队组织。李厚生首先在家乡高山洼村（时属招远第四区，今属夏甸镇）发展“民先”组织，和张子良等人于1938年1月，“民先”招远县队部成立，张子良任队长，李厚生任组织部长，通过师生、同学、亲友等关系发展队员。至1938年春，在招远县的全部9个区都建立“民先”组织。1938年4月，选举产生了新的“民先”招远县队部，李厚生任秘书。1940年，李厚生出任招远县抗日民主政府民政科长。1941年，调至胶东行署做农业技术工作，历任胶东农场场长、山东省农业科学研究所所长等职。1946年，李厚生开始研究小麦腥黑穗病的防治方法。他调查和试验多年后，总结出“净粪、净种、粪种隔离”的防治方法。该方法在山东全省推广后取得显著的成效，山东省小麦腥黑穗病的患病率至1952年便降低了80%以上。此外，他对小麦杆黑粉病、小麦线虫病等病虫害的防治也有研究，曾编著有《农业生产技术概论》《山东农业技术指导纲要》等十多本农业技术类书籍。李厚生曾被评为胶东生产模范、山东省模范科学工作者、华东农业技术模范工作者，被选为第一届中国人民政治协商会议山东省委员会委员。1950年9月，第一届全国工农兵劳动模范代表会议在北京举行，李厚生作为代表出席。1954年，获华东农业科学技术一等奖。1958年，因被定为“三反”分子而获刑3年。1980年，对其1958年的错误结论予以甄别后平反。1981年2月，因病去世。

## 备注
1. ↑  1930年3月，该校改建为招远县立道头第五高级小学[3]
2. ↑  一说1928年[2]
3. ↑  一说1932年[2]
4. ↑  即原招远道头第四小学
5. ↑  一说1937年10月[10]